# Étienne de Chalençon
Pour les articles homonymes, voir Chalençon.
Étienne de Chalençon, mort le 8 février 1231, est un prélat français  du XIIIe siècle, évêque du Puy.

## Biographie
Étienne de Chalençon est élu évêque du  Puy par le chapitre de cette église en 1220 alors qu'il n'a pas reçu les ordres, et sacré en  1223, par le pape Honorius III. Ce prélat est alors en guerre avec Pons, baron de Montlaur, qu'il renferme dans les prisons de son évêché. Cependant un accord fut conclu entre eux  par la médiation de   Gui, comte de Forez. Pons de Montlaur fut condamné à payer 400 marcs d'argent de dédommagement envers l'église du Puy, et à faire hommage à l'évêque Étienne de Chalençon.